# Hannah Montana (nhạc phim)
Hannah Montana là album nhạc phim cho mùa đầu tiên của loạt phim truyền hình Mỹ Hannah Montana, phát hành ngày 24 tháng 10 năm 2006 bởi Walt Disney Records. Loạt phim được công chiếu trên Disney Channel vào ngày 24 tháng 3 năm 2006, và ngay lập tức gặt hái nhiều thành công. Quá trình sản xuất nhạc phim được bắt đầu vào tháng sau, trong đó tám bài hát được thể hiện bởi nữ diễn viên chính của loạt phim Miley Cyrus dưới tên nhân vật của cô Hannah Montana. Những nhóm nhạc The Click Five, Everlife, B5 và ca sĩ Jesse McCartney đều đóng góp một tác phẩm, trong khi bản song ca giữa Cyrus và cha cô Billy Ray Cyrus được đưa vào làm bản nhạc cuối cùng. Đây là một bản thu pop rock kết hợp với những ảnh hưởng từ phong cách âm nhạc teen pop, pop punk và country pop, trong khi nội dung ca từ xoay quanh chủ đề "sức mạnh thiếu nữ", tình cảm tuổi mới lớn và cuộc sống của nhân vật chính trong loạt phim, một cô gái có thân phận bí mật khác là ngôi sao nhạc pop.
Hannah Montana nhận được những phản ứng tích cực từ các nhà phê bình âm nhạc, trong đó họ đánh giá cao quá trình sản xuất tổng thể của album. Nhạc phim cũng gặt hái những thành công vừa phải trên toàn cầu, lọt vào top 20 ở một số quốc gia như Áo, Canada, Na Uy và Tây Ban Nha. Hannah Montana ra mắt ở vị trí số một trên bảng xếp hạng Billboard 200 của Hoa Kỳ với 281,000 bản được tiêu thụ trong tuần đầu, trở thành album quán quân đầu tiên của Cyrus tại đây. Ngoài ra, đây cũng là nhạc phim truyền hình dài tập đầu tiên đạt ngôi vị cao nhất trên bảng xếp hạng và là nhạc phim thứ tư của The Walt Disney Company ra mắt trong top 10. Album sau đó được chứng nhận ba đĩa Bạch kim bởi Hiệp hội Công nghiệp ghi âm Hoa Kỳ (RIAA), công nhận lượng đĩa xuất xưởng đạt ba triệu bản. Tính đến tháng 1 năm 2014, Hannah Montana đã bán được 3.7 triệu bản tại Hoa Kỳ, trở thành nhạc phim truyền hình bán chạy thứ hai trong lịch sử, chỉ sau High School Musical (2006).
Bài hát chủ đề của loạt phim "The Best of Both Worlds" được chọn làm đĩa đơn duy nhất từ album, và đạt vị trí thứ 92 trên bảng xếp hạng Billboard Hot 100. Ngoài ra, một số đĩa đơn quảng bá cũng được phát hành trên Disney Channel và Radio Disney như "Who Said", "If We Were a Movie" và "The Other Side of Me". Sau khi phát hành, tất cả tám bài hát thể hiện bởi Cyrus trong album đều lọt vào Billboard Hot 100, và giúp cô lập kỷ lục là nghệ sĩ nữ đầu tiên trong lịch sử có sáu bản nhạc đều ra mắt trong một tuần trên bảng xếp hạng. Để quảng bá album, Cyrus tham gia chuyến lưu diễn The Party's Just Begun Tour của The Cheetah Girls dưới vai trò nghệ sĩ mở màn, cũng như tiến hành chuyến lưu diễn riêng của cô Best of Both Worlds Tour, với 71 đêm diễn tại Bắc Mỹ và thu về hơn 54 triệu đô-la. Hannah Montana sau đó được phát hành lại dưới dạng phiên bản đặc biệt gồm hai đĩa, trong đó bao gồm "Nobody's Perfect", bài hát sau đó được đưa vào nhạc phim tiếp theo Hannah Montana 2: Meet Miley Cyrus (2007).

## Danh sách bài hát
Tất cả các bài hát đều được thể hiện bởi Hannah Montana, ngoại trừ một số ghi chú.
| Hannah Montana – Bản thường | Hannah Montana – Bản thường                                        | Hannah Montana – Bản thường              | Hannah Montana – Bản thường                        | Hannah Montana – Bản thường |
| STT                         | Nhan đề                                                            | Sáng tác                                 | Sản xuất                                           | Thời lượng                  |
| --------------------------- | ------------------------------------------------------------------ | ---------------------------------------- | -------------------------------------------------- | --------------------------- |
| 1.                          | "The Best of Both Worlds"                                          | Matthew Gerrard Robbie Nevil             | Gerrard                                            | 2:54                        |
| 2.                          | "Who Said"                                                         | Gerrard Nevil Jay Landers                | Gerrard                                            | 3:14                        |
| 3.                          | "Just like You"                                                    | Adam Watts Andy Dodd                     | Watts Dodd                                         | 3:14                        |
| 4.                          | "Pumpin' Up the Party"                                             | Jamie Houston                            | Houston                                            | 3:09                        |
| 5.                          | "If We Were a Movie"                                               | Jeannie Lurie Holly Mathis               | Antonina Armato Tim James                          | 3:03                        |
| 6.                          | "I Got Nerve"                                                      | Lurie Ken Hauptman Aruna Abrams          | Armato James                                       | 3:06                        |
| 7.                          | "The Other Side of Me"                                             | Gerrard Nevil                            | Gerrard                                            | 3:07                        |
| 8.                          | "This Is the Life"                                                 | Lurie Shari Short                        | Marco Marinangeli                                  | 2:58                        |
| 9.                          | "Pop Princess" (thể hiện bởi The Click Five)                       | Ben Romans                               | Mike Denneen                                       | 4:24                        |
| 10.                         | "She's No You" (thể hiện bởi Jesse McCartney)                      | Gerrard Jesse McCartney Nevil            | Gerrard Ginger McCartney Jay Landers Sherry Kondor | 3:33                        |
| 11.                         | "Find Yourself in You" (thể hiện bởi Everlife)                     | Gerrard Amber Ross Julia Ross Sarah Ross | Gerrard                                            | 3:35                        |
| 12.                         | "Shining Star" (thể hiện bởi B5)                                   | Maurice White Larry Dunn Philip Bailey   | White Dunn Bailey                                  | 2:44                        |
| 13.                         | "I Learned from You" (thể hiện bởi Miley Cyrus và Billy Ray Cyrus) | Gerrard Steve Diamond                    | Gerrard                                            | 3:25                        |
| Tổng thời lượng:            | Tổng thời lượng:                                                   | Tổng thời lượng:                         | Tổng thời lượng:                                   | 42:26                       |

| Hannah Montana – Bản đặc biệt 2 đĩa | Hannah Montana – Bản đặc biệt 2 đĩa | Hannah Montana – Bản đặc biệt 2 đĩa | Hannah Montana – Bản đặc biệt 2 đĩa | Hannah Montana – Bản đặc biệt 2 đĩa |
| STT                                 | Nhan đề                             | Sáng tác                            | Sản xuất                            | Thời lượng                          |
| ----------------------------------- | ----------------------------------- | ----------------------------------- | ----------------------------------- | ----------------------------------- |
| 14.                                 | "Nobody's Perfect"                  | Gerrard Nevil                       | Gerrard                             | 3:20                                |

| Hannah Montana – Bản đặc biệt 2 đĩa (DVD kèm theo) | Hannah Montana – Bản đặc biệt 2 đĩa (DVD kèm theo) | Hannah Montana – Bản đặc biệt 2 đĩa (DVD kèm theo) |
| STT                                                | Nhan đề                                            | Thời lượng                                         |
| -------------------------------------------------- | -------------------------------------------------- | -------------------------------------------------- |
| 1.                                                 | "Bí mật Hậu trường"                                | 30:00                                              |
| 2.                                                 | "Nobody's Perfect"                                 | 3:20                                               |
| Tổng thời lượng:                                   | Tổng thời lượng:                                   | 33:20                                              |

| Hannah Montana – Bản cao cấp 2 đĩa (DVD kèm theo) | Hannah Montana – Bản cao cấp 2 đĩa (DVD kèm theo) | Hannah Montana – Bản cao cấp 2 đĩa (DVD kèm theo) |
| STT                                               | Nhan đề                                           | Thời lượng                                        |
| ------------------------------------------------- | ------------------------------------------------- | ------------------------------------------------- |
| 1.                                                | "The Best of Both Worlds"                         | 2:54                                              |
| 2.                                                | "Who Said"                                        | 3:15                                              |
| 3.                                                | "Just like You"                                   | 3:14                                              |
| 4.                                                | "Pumpin' Up the Party"                            | 3:10                                              |
| 5.                                                | "The Other Side of Me"                            | 3:08                                              |
| Tổng thời lượng:                                  | Tổng thời lượng:                                  | 15:41                                             |

## Xếp hạng
| Bảng xếp hạng (2006)           | Vị trí cao nhất |
| ------------------------------ | --------------- |
| Album Úc (ARIA)                | 35              |
| Album Áo (Ö3 Austria)          | 14              |
| Album Canada (Billboard)       | 10              |
| Album Đan Mạch (Hitlisten)     | 23              |
| Album Hà Lan (Album Top 100)   | 67              |
| Album Pháp (SNEP)              | 122             |
| Album Mexico (Top 100 Mexico)  | 23              |
| Album New Zealand (RMNZ)       | 22              |
| Album Na Uy (VG-lista)         | 11              |
| Album Tây Ban Nha (PROMUSICAE) | 14              |
| Album Hoa Kỳ Billboard 200     | 1               |

| Bảng xếp hạng (2006)                 | Vị trí |
| ------------------------------------ | ------ |
| Hoa Kỳ Billboard 200                 | 91     |
| Hoa Kỳ Soundtrack Albums (Billboard) | 6      |
| Bảng xếp hạng (2007)                 | Vị trí |
| Album México (Top 100 Mexico)        | 37     |
| Hoa Kỳ Billboard 200                 | 4      |
| Hoa Kỳ Soundtrack Albums (Billboard) | 1      |
| Bảng xếp hạng (2008)                 | Vị trí |
| Album Áo (Ö3 Austria)                | 70     |
| Hoa Kỳ Billboard 200                 | 71     |
| Hoa Kỳ Soundtrack Albums (Billboard) | 8      |
| Bảng xếp hạng (2009)                 | Vị trí |
| Album Hungaria (MAHASZ)              | 84     |

| Bảng xếp hạng (2000–09) | Vị trí |
| ----------------------- | ------ |
| Hoa Kỳ Billboard 200    | 84     |

## Chứng nhận
| Quốc gia                                                                           | Chứng nhận  | Số đơn vị/doanh số chứng nhận |
| ---------------------------------------------------------------------------------- | ----------- | ----------------------------- |
| Argentina (CAPIF)                                                                  | Bạch kim    | 40.000^                       |
| Brasil (Pro-Música Brasil)                                                         | Vàng        | 30.000*                       |
| Canada (Music Canada)                                                              | Vàng        | 50.000^                       |
| México (AMPROFON)                                                                  | Vàng        | 50.000^                       |
| Anh Quốc (BPI)                                                                     | Vàng        | 100.000^                      |
| Hoa Kỳ (RIAA)                                                                      | 3× Bạch kim | 3.700.000                     |
| * Chứng nhận dựa theo doanh số tiêu thụ. ^ Chứng nhận dựa theo doanh số nhập hàng. |             |                               |

## Lịch sử phát hành
| Nước           | Ngày              | Phiên bản    | Định dạng          | Nhãn        | Nguồn  |
| -------------- | ----------------- | ------------ | ------------------ | ----------- | ------ |
| Hoa Kỳ         | 24 tháng 10, 2006 | Thường       | CD Tải kĩ thuật số | Walt Disney | [ 5 ]  |
| Vương quốc Anh | 20 tháng 11, 2006 | Thường       | CD Tải kĩ thuật số | Walt Disney | [ 36 ] |
| Hoa Kỳ         | 20 tháng 3, 2007  | Bản đặc biệt | CD                 | Walt Disney | [ 6 ]  |